# Eusebio Caimo
Eusebio Caimo (Udine, 14 agosto 1566 – Verteneglio, 19 ottobre 1640) è stato un vescovo cattolico e giurista italiano.

## Biografia

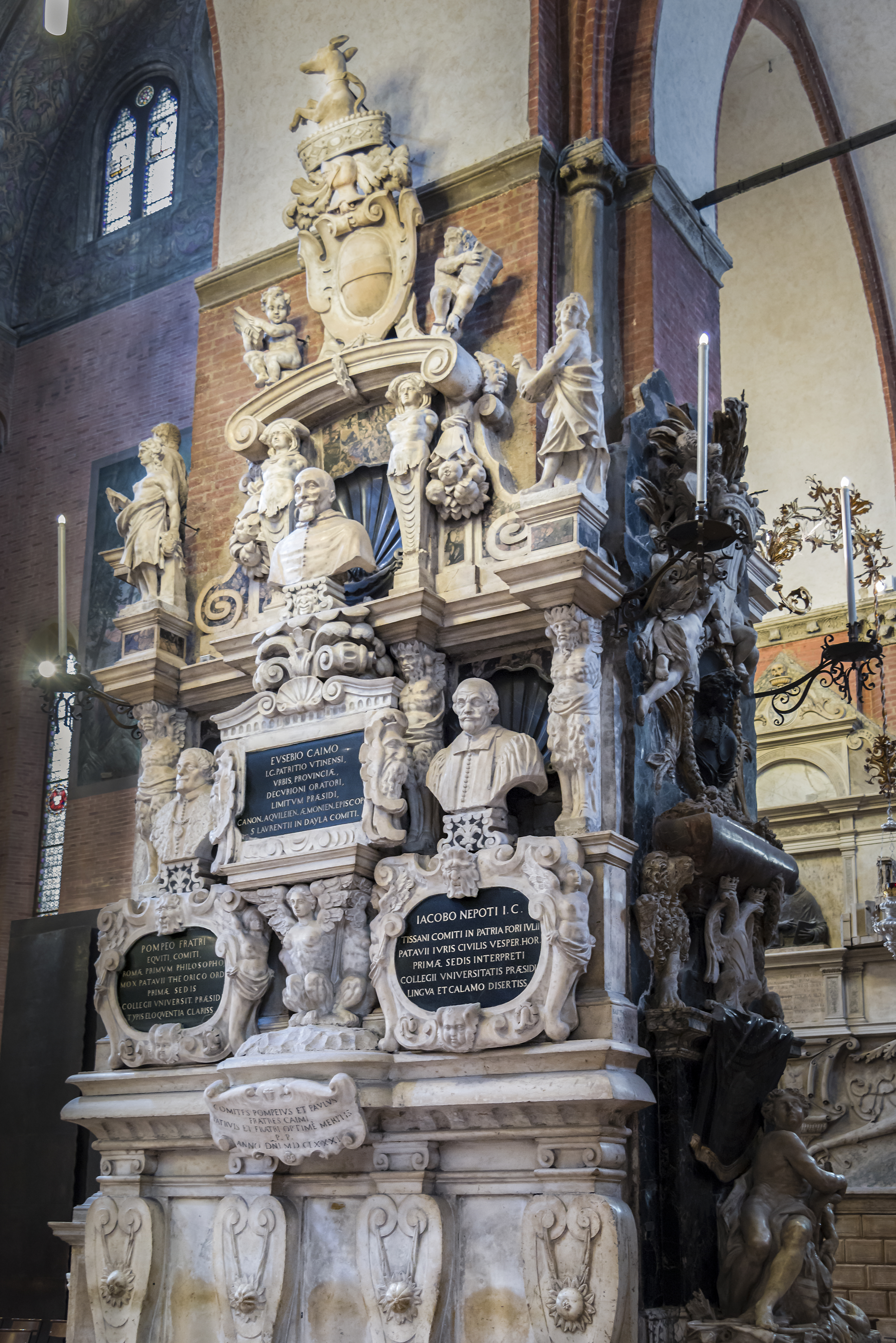
Padova - Basilica del Santo - Monumento Caimo con i busti di Eusebio (in alto), del fratello Pompeo (in basso a sinistra) e del nipote Giacomo (in basso a destra).

Nacque nel 1566 in una famiglia di origine lombarda che si era trasferita in Friuli, stabilendosi a Udine. Figlio primogenito di Giacomo, dottore in legge, e di Chiara del Merlo. Gli altri fratelli furono Pompeo e Marcantonio. Compì i primi studi presso le scuole pubbliche udinesi e successivamente si iscrisse all'Università di Padova, dove studiò giurisprudenza sotto la guida di Giacomo Menochio.
Tra i suoi manoscritti si conservano lezioni tenute da Marcantonio Ottelio e trattazioni su temi giuridici come lo ius patriae potestatis e la tutela. Tornato a Udine, iniziò a insegnare diritto civile e intraprese la professione forense, partecipando a vari processi e fornendo pareri legali in materia successoria.
Nel 1596, entrò a far parte del consiglio nobile di Udine, ricoprendo numerosi incarichi, tra cui giudice de’ pupilli e conservatore del Monte di Pietà. Divenne un importante oratore pubblico, rappresentando la città in diverse cerimonie e difendendo le sue posizioni in contesti ufficiali. Nel 1599, recitò un'orazione per la conclusione del mandato del luogotenente veneziano Stefano Viaro, dove ricordò la recente epidemia di peste che colpì la città. La sua abilità oratoria e la solida preparazione giuridica lo resero un rappresentante adeguato della sua terra.
Nel 1605, venne nominato provveditore ai confini per risolvere controversie legate al confine orientale della Repubblica di Venezia, ma le sue attività pubbliche rimasero principalmente legate all’amministrazione municipale. Decise successivamente di intraprendere la carriera ecclesiastica, ispirato dall'influenza del fratello Pompeo. Nel 1612 ottenne un canonicato e il 21 ottobre 1619 fu nominato vescovo di Cittanova da Paolo V. La sua consacrazione avvenne a Roma 12 marzo 1620 dal cardinale Benedetto Giustiniani, co-consacranti Attilio Amalteo, arcivescovo titolare di Atene, e Luca Stella, arcivescovo di Zara; il 28 ottobre 1620 tenne il suo primo sermone nella chiesa cattedrale.
Guidò la diocesi con dedizione, come testimoniano i suoi Libri del Vescovado, e ricoprì anche il ruolo di vicario generale del patriarca aquileiese. Morì a Verteneglio il 19 ottobre 1640 e fu sepolto nel santuario della Beata Vergine delle Grazie di Udine. Una lapide, commissionata da lui stesso, ne ricorda la vita.
Eusebio, insieme ai suoi nipoti Giacomo e Carlo (figli di Marcantonio e di Adriana Rinoldi), svolse un ruolo cruciale come esecutore testamentario delle ultime volontà del fratello Pompeo, il quale lasciò in dono alla Repubblica di Venezia una biblioteca di 2500 volumi. Questo importante lascito, arricchito da un manoscritto donato da Eusebio e successivamente conservato nella Biblioteca Marciana, fu accolto il 3 settembre 1636 e destinato alla Publica Libraria di Padova, oggi Biblioteca Universitaria. Tuttavia, i volumi, che includevano opere di medicina e di altre discipline, furono distribuiti nei magazzini secondo criteri di economia degli spazi, facendo perdere al fondo la sua fisionomia unitaria.

## Genealogia episcopale e successione apostolica
La genealogia episcopale è:
- Cardinale Guillaume d'Estouteville, O.S.B.Clun.
- Papa Sisto IV
- Papa Giulio II
- Cardinale Raffaele Riario
- Papa Leone X
- Papa Paolo III
- Cardinale Francesco Pisani
- Cardinale Alfonso Gesualdo
- Papa Clemente VIII
- Papa Paolo V
- Cardinale Benedetto Giustiniani
- Vescovo Eusebio Caimo

La successione apostolica è:
- Vescovo Pompeo Coronini (1625)